# 耶律瑰引
耶律瓌引（やりつ かいいん、生没年不詳）は、遼（契丹）の政治家。漢名は思忠。于越耶律仁先の父。

## 経歴
孟父房の末裔。耶律撒割里（薩割里）の子として生まれた。興宗と友として血盟を交わした。南府宰相・漆水郡王に上った。死後、燕王に追封された。

## 子女

### 子
- 耶律仁先
- 耶律義先
- 耶律礼先（金州団練使）
- 耶律智先（果州防禦使）
- 耶律信先

### 女
- 慶雪夫人
- 莉妲夫人
- 冬雪夫人
- 妍雪夫人
- 仰妲夫人

## 伝記資料
- 『遼史』巻90 列伝第20、元脱脱等撰「上問所欲，信先曰：「先臣瓌引與陛下分如同気，然不及王封。儻使蒙恩地下，臣願畢矣。」上曰：「此朕遺忘之過。」追封燕王。」
- 『遼史』巻96 列伝第26、元脱脱等撰「耶律仁先，字乣隣，小字査剌，孟父房之後。父瓌引，南府宰相，封燕王。」
- 耶律仁先墓誌
- 耶律智先墓誌
- 梁国太妃墓誌
- 耶律慶嗣墓誌